# Тридцать шесть смертельных стилей
«Тридцать шесть смертельных стилей» (англ. The 36 Deadly Styles, кит. трад. 迷拳三十六招, палл. Ми цюань сань ши лю чжао) — кинофильм 1980 года, снятый режиссёром и сценаристом Джозефом Го. Роли исполнили Хван Чжон Ри, Джени Чжан, Вэй Лун, Джек Лун, Марк Лун и другие.

## Сюжет
Чу Хуачжи и его дядя бьются с шайкой бойцов, после чего двоим удаётся скрыться. Убежищем для них становится буддийский храм, однако дядя погибает, после того, как преследователи врываются и туда. Бывшему бойцу, а ныне монаху Хуан Луну удаётся убить большинство из шайки. Залечив свои раны, Хуачжи берётся работать в храме, имея дело с соевым молоком и очищая задымлённую печь. Парень проводит время с двумя младшими монахами, а также заигрывает с девушкой по имени Чуньсы, продавщицей соевого молока.
Оставшиеся в живых из шайки возвращаются с подкреплением. Устав от мучительной работы в храме, Хуачжи собирается уйти, но узнаёт о планах людей из банды убить Луна и поэтому решает предупредить своего наставника. Завязывается драка, из которой парню удаётся уйти живым из-за вмешательства Лю Ханьшэна, отца Чуньсы. В этот момент юноша узнаёт, что его собственный отец погиб от рук седовласого бойца Цзин Ши, принадлежащего к банде преследователей. Когда-то только трое братьев избежали смерти от Цзин Ши, но теперь остался в живых лишь Ханьшэн. Теперь Хуачжи, Чуньсы и её отец обитают в безопасном месте, где парень изучает боевые искусства, чтобы противостоять Цзин Ши.

## В ролях
| Актёр        | Роль                    |
| ------------ | ----------------------- |
| Хван Чжон Ри | первый брат Цзин Ши     |
| Джени Чжан   | Чуньсы                  |
| Вэй Лун      | Чу Хуачжи               |
| Джек Лун     | Гуань Учэнь             |
| Марк Лун     | Янь Чжэньтянь           |
| Фань Мэйшэн  | Лю Ханьшэн, отец Чуньсы |
| Чэнь Лю      | четвёртый брат          |
| Ян Цзэлинь   | Хуан Лун                |
| Ян Сы        | второй брат             |
| Лю Гочэн     | третий брат             |

## Отзывы кинокритиков
Авторы книги 1995 года The Encyclopedia of Martial Arts Movies считают фильм несколько запутанным. При этом, как отмечают они, в плане боевых искусств кинолента хороша. Отдельной оценки удостаивается исполнитель главной роли Вэй Лун (Чён Лик), который «добился значительных успехов». Похожего мнения придерживается критик Джон Чарльз (Hong Kong Digital), который ко всему прочему, с одной стороны, позитивно оценивает талант Джени Чжан, с другой — утверждает, что фильм переполнен «незрелой комедией». Также прохладно комедийную составляющую оценивает и кинокритик Борис Хохлов на сайте Hong Kong Cinema: «очень много комедии, не всегда попадающей в цель». Оуэн Фрил, рецензент с сайта The Action Elite, одобрительно высказывается о музыке и монтаже, которые по
его мнению, делают киноленту более развлекательной. Так же, как и Борис Хохлов, критик особо выделяет в достоинства парики.